# Саткова чешма
Саткова чешма е бивше село в Егейска Македония, Гърция, на територията на дем Костур, област Западна Македония.

## География
Селото е било разположено в землището на Четирок.

## История
Селото е изоставено и жителите основават Четирок.